# ناوشکن کلاس تون
دیسترویر کلاس تون (به انگلیسی: Town-class destroyer) یک کلاس از کشتی است که طول آن 314 ft 4.5 in (95.82 m) می‌باشد.